# Clemens Rehbein
Clemens Rehbein (Kassel, 11 de novembro de 1992) é o vocalista, guitarrista e cofundador da banda folk alemã Milky Chance. A banda lançou "Stolen Dance", seu primeiro single no início de 2013. Logo após seu lançamento em 2013, o primeiro álbum de Milky Chance, Sadnecessary, subiu para a 15.ª posição superior nas tabelas musicais alemãs.
Antes de formar a Milky Chance, ele era o baixista de uma banda de jazz chamada Flown Tones. A primeira gravação de corpo inteiro de sua banda recebeu em 2015 o European Border Breakers Awards para Melhor Álbum. Ele e Philipp Dausch, também do Milky Chance, reuniam-se enquanto frequentavam o ensino médio no Jacob-Grimm-Schule na sua cidade natal de Kassel, na Alemanha. A banda gravou algumas das suas músicas na casa de parentes de Clemens.